# 오셔 귄즈버그

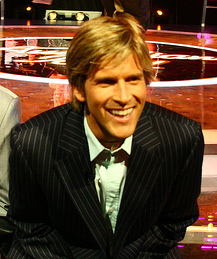

오셔 귄즈버그(Osher Günsberg)는 오스트레일리아의 방송 진행인이다. 오스트레일리아판 더 배철러 시리즈와 파생 작품을 진행하였으며 노아 티쉬비의 전남편이다.